# Carl Hans Lody
Pour les articles homonymes, voir Lody.
Carl Hans Lody, alias Charles A. Inglis, né le 20 janvier 1877 à Berlin et mort le 6 novembre 1914 à Londres, est un officier de réserve de la marine impériale allemande qui espionne au Royaume-Uni pour le compte de l'Empire allemand dans les premiers mois de la Première Guerre mondiale.

## Biographie
Il grandit à Nordhausen dans le centre de l'Allemagne et devient orphelin à un âge précoce. Après s'être lancé dans une carrière nautique à l'âge de seize ans, il sert brièvement dans la marine impériale allemande au début du XXe siècle. Sa mauvaise santé le force à abandonner sa carrière navale, mais il reste dans la réserve navale. Il rejoint la Hamburg America Line pour travailler comme guide touristique. Alors qu'il escorte un groupe de touristes, il rencontre et épouse une femme germano-américaine, mais le mariage ne tient que quelques mois. Sa femme divorce et il s'installe à Berlin.
En mai 1914, deux mois avant que la guerre n'éclate, Lody est approché par les responsables du renseignement naval allemand. Il accepte leur proposition de l'employer comme espion en temps de paix dans le sud de la France, mais le déclenchement de la Première Guerre mondiale le 28 juillet 1914 entraîne un changement de plans. À la fin du mois d'août, il est envoyé au Royaume-Uni avec l'ordre d'espionner la Royal Navy. Il se fait alors passer pour un Américain — il parle couramment l'anglais, avec un accent américain — en utilisant un véritable passeport américain provenant d'un citoyen américain installé en Allemagne. Après un mois, Lody voyage autour d'Édimbourg et du Firth of Forth pour observer les mouvements navals et les défenses côtières. À la fin du mois de septembre 1914, il s'inquiète de plus en plus pour sa sécurité alors qu'une peur croissante de l'espionnage en Grande-Bretagne conduit les étrangers à être soupçonnés. Il voyage en Irlande, où il a l'intention de ne pas attirer l'attention jusqu'à ce qu'il puisse s'échapper du Royaume-Uni.
Lody n'ayant reçu aucune formation en espionnage avant d'entreprendre sa mission, quelques jours après son arrivée il est repéré par les autorités britanniques. Ses communications non codées sont détectées par les censeurs britanniques lorsqu'il envoie ses premiers rapports à une adresse de Stockholm que les Britanniques savent être une boîte aux lettres pour les agents allemands. Le service de contre-espionnage britannique, alors connu sous le nom de MO5(g), le laisse poursuivre ses activités dans l'espoir d'obtenir plus d'informations sur le réseau d'espionnage allemand. Ses deux premiers messages ne sont pas bloqués et parviennent aux Allemands, mais les messages ultérieurs sont filtrés, car ils contiennent des informations militaires sensibles. Au début du mois d'octobre 1914, l'inquiétude suscitée par la nature de plus en plus sensible de ses messages incite le MO5(g) à ordonner l'arrestation de Lody. Une série d'indices permettent à la police de le traquer jusqu'à un hôtel de Killarney, en Irlande, en moins d'une journée.
Lody est traduit en justice dans un procès public — le seul pour un espion allemand capturé au Royaume-Uni lors de l'une des guerres mondiales — devant un tribunal militaire à Londres à la fin du mois d'octobre. Il ne tente pas de nier le fait qu'il est un espion allemand, ce qui est largement salué par la presse britannique comme étant une attitude courageuse, et même par la police et les officiers du MO5(g) qui l'avaient retrouvé. Il est reconnu coupable et condamné à mort après une audience de trois jours. Quatre jours plus tard, le 6 novembre 1914 à l'aube, Lody est fusillé par un peloton d'exécution à la Tour de Londres, la première exécution à s'y dérouler depuis 167 ans. Son corps est enterré dans une tombe anonyme dans l'est de Londres. Lorsque le Parti national-socialiste des travailleurs allemands (NSDAP) arrive au pouvoir en Allemagne en 1933, il déclare que Lody est un héros national. Il devient alors le sujet de monuments commémoratifs et un navire est baptisé à son nom — le Z 10 Hans Lody —, tandis que des commémorations sont faites en son nom en Allemagne avant et pendant la Seconde Guerre mondiale.